# Registr odcizených vozidel
Registr odcizených vozidel je veřejně dostupná národní databáze odcizených vozidel 

## Důvody vzniku
Ke vzniku registru vedly četné případy krádeží vozidel, obtížně zabezpečitelných proti zlodějům i navzdory pokrokům v zabezpečovacích technologiích. Tyto krádeže jsou často předmětem organizované trestné činnosti často mezinárodního charakteru; zvláštní roli mezi nimi hrají krádeže registračních značek. Ukradená značka pak bývá využita buď k prostému natankování pohonných hmot bez placení, nebo je využita k páchání jiné trestné činnosti.

## Registr v České republice
V České republice vede registr odcizených vozidel Policie ČR. Databáze obsahuje záznamy o odcizených vozidlech a registračních značkách z aktivní pátrací evidence Policie České republiky. Pro vyhledání v databázi je třeba znát buď kompletní registrační značku, nebo číslo VIN. Výsledek hledání na internetu je pouze informativního charakteru. Podobné databáze jsou vedené a veřejně přístupné ve většině evropských zemí a v některých neevropských státech.

## Registry v dalších zemích
Slovenská Evidencia odcudzených motorových vozidiel umožňuje stejné vyhledávání jako český registr. Uvádí též přímé odkazy na vyhledávání v databázích v
- České republice[1]
- Itálii
- Maďarsku
- Kanadě
- Indii
- Litvě
- Slovinsku
- USA.

## Služby spojené s registry
Na internetu jsou pak tyto databáze propojeny s množstvím dalších služeb. Jak neplacených, umožňujících uživateli například pohodlné vyhledávání údajů obsažených ve více národních databázích, tak i vysoce sofistikovaných placených, které pokrývají celosvětově většinu národních databází a nabízejí navíc např.:
- nonstop přístup k policii kdekoliv po Evropě
- asistence při jednání s policií v různých jazycích
- vystavení certifikátu o tom, že vůz není kradený
- upozornění na událost přes SMS a E-mail
- kontrolu dalších důležitých údajů o vozidle (stavu tachometru, roku výroby, záznamů o poškození)

Mezi nejznámější placené služby na nadnárodní úrovni patří CEBIA a Eurowatch
Využití služeb
Těchto služeb mohou využít buď fyzické osoby či společnosti, které se chystají pořídit ojeté vozidlo či naopak, pokud se takové vozidlo chystají prodat.